# 穴井千尋
穴井千尋（日語：穴井 千尋，1996年1月27日—）是日本女性模特兒，為女子偶像團體HKT48 Team H前成員，曾為Team H隊長，福岡縣出身。2011年以HKT48一期生身分出道。2016年7月30日，自HKT48畢業。
有別於AKB48集團其他分隊的隊長們大都是些個性精明或領導力強的成員擔任，穴井因為個性迷糊經常被成員們披露各種丟臉小故事，而被戲稱為「廢柴隊長」（ポンコツキャップ）或「別介意穴井」（ドンマイ穴井），並成為公演過場或電視節目中的說笑題材。

## 經歷
穴井千尋在官方暱稱與劇場自我介紹詞中的自稱都是用（Chihiron）這稱呼，但成員們通常都稱呼穴井為（Chiichan），唯獨經常擔任團體專屬節目主持人的資深成員指原莉乃喜歡以「隊長」的簡稱「Cap」（キャップ）稱呼之。
在加入HKT48之前，穴井曾在小学1年級至中校3年級的10年間學習芭蕾舞，除了偶爾在電視節目中展露因為習舞而鍛鍊出的柔軟度之外，也曾通過朝日電視台的預選，於2013年9月7日播放的綜藝節目《關8比賽中》（関ジャニの仕分け∞）參與了「Y字平衡女王決定戰」的比賽項目，挑戰包括同屬AKB48集團的前輩、SKE48的須田亞香里在內的多位女性演藝人員與運動選手，但未成功獲得最後的冠軍。
- 2011年7月10日，HKT48的1期生面試合格，同年10月23日在西武巨蛋舉行的『「飛翔入手」發售記念全国握手会活動「AKB48祭り powerd by AKB48 ネ申テレビ」』中，與其他的HKT48成員一同披露，同年11月26日的HKT48劇場首次公演在劇場出道。
- 2012年3月4日，因組成HKT48 Team H被任命為隊長。
- 2012年5月，首次報名參加AKB48的單曲選拔總選舉（第四屆），但在6月6日的開票中未能順利進入前64名的入圍名單中。
- 2013年5月－6月，再次參加「選拔總選舉」，在速報中取得第25名，但最終未能進入圈內。
- 2014年5月－6月，參加「選拔總選舉」，在速報中取得第28名，最終取得第39名，成為Next Girls，首次進入圈內。
- 2016年6月8日，宣佈畢業。
- 2016年7月4日，在劇場內舉行畢業公演。
- 2016年7月11日，在福岡サンパレスホール內舉行畢業演唱會。
- 2016年8月1日，正式於HKT48畢業。
- 2016年8月2日，個人Instagram帳戶啟用。
- 2016年8月5日，個人Twitter帳戶啟用。
- 2016年8月15日，以特別嘉賓出席HKT48在大分縣立綜合文化中心舉行的演唱會，與依然在HKT在籍的1期生一起演唱自己的畢業曲夢ひとつ。
- 2016年8月16日，正式離開日本到泰國留學就讀日本經濟大學的海外課程，同年12月31日正式完成在泰國的海外課程。

## 人物
- 暱稱是出道前的「ちーちゃん」[4]，之後更改為現在官方簡介也是「ちひろん」。
- 在《HKT48的御出掛！》（HKT48のおでかけ，TBS中，被指原莉乃指在公演前點人數時忘記點自己，因而被成員稱為廢柴隊長。
- 很怕蟲。
- 就讀於日本經濟大學。

## 演出

### 音樂作品
HKT48單曲
- 《喜歡！喜歡！小跳步！》（スキ!スキ!スキップ!）單曲唱片收錄曲：
  - 《喜歡！喜歡！小跳步！》：以單曲選拔成員身份參與演唱。
  - 《求求你華倫亭》（お願いヴァレンティヌ）：以選拔成員身份參與演唱。
- 《哈密瓜汁》（メロンジュース）單曲唱片收錄曲：
  - 《哈密瓜汁》：以單曲選拔成員身份參與演唱。
  - 《在那裡思考些什麼？》（そこで何を考えるか?）：全体HKT48一期生參與演唱的B面曲。
  - 《泥之節拍器》（泥のメトロノーム）：以小分隊「旨口姬」成員身份參與演唱。
- 《櫻花，大家一起來品嚐》（桜、みんなで食べた）單曲唱片收錄曲：
  - 《櫻花，大家一起來品嚐》：以選拔成員身份參與演唱。
  - 《你怎麼了？》（君はどうして?）：參與歌曲錄製的成員名單與主打單曲相同之B面曲。
  - 《已讀無視》（既読スルー）：以Team H成員身份參與的Team H隊曲。
  - 《因為喜歡你》（君のことが好きやけん）：收錄於劇場版中的B面曲，參與錄製的成員與主打單曲完全相同。
- 《有所保留的我愛你！》（控えめI love you !）單曲唱片收錄曲：
  - 《有所保留的我愛你！》：以單曲選拔成員身份參與。
  - 《偶像的王者》（アイドルの王者）：以Team H成員身份參與的Team H隊曲。
- 《12秒》單曲唱片收錄曲：
  - 《12秒》：以單曲選拔成員身份參與。
  - 《人生就是摇滚》（ロックだよ、人生は…）：全体HKT48成员參與演唱的B面曲。
  - 《变色龙女高中生》（カメレオン女子高生）：以Team H成員身份參與的Team H隊曲。
- 《吵死了！》（しぇからしか!）單曲唱片收錄曲：
  - 《吵死了！》：以單曲選拔成員身份參與。
  - 《黄昏的二人车》（黄昏のタンデム）：參與歌曲錄製的成員名單與主打單曲相同之B面曲。
  - 《Buddy》：以Team H成員身份參與的Team H隊曲。
- 《给74亿分之1的你》（74億分の1の君へ）單曲唱片收錄曲：
  - 《给74亿分之1的你》：以單曲選拔成員身份參與。
  - 《Chain of love》：纪录片电影《尾崎支配人哭泣的夜晚 DOCUMENTARY of HKT48》主题曲。

AKB48單曲
- 《格子花紋》（ギンガムチェック）單曲唱片收錄曲：
  - 《那一天的風鈴》（あの日の風鈴）：以Waiting Girls的成員身份參與演唱。Waiting Girls是由171名有參與第四次總選舉但沒有入圍前64名的圈外成員所共同組成，演唱大合唱曲《那一天的風鈴》。
- 《永遠的壓力》（永遠プレッシャー）單曲唱片收錄曲：
  - 《初戀蝴蝶》（初恋バタフライ）：以HKT48成員身份參與。
- 《倘若在梧桐樹什麼的》（鈴懸なんちゃら）單曲唱片收錄曲：
  - 《眨眼3次》（ウインクは3回）：以HKT48成員身份參與。
- 《勇往直前》（鈴懸なんちゃら）單曲唱片收錄曲：
  - 《秘密日記》（秘密のダイアリー）：以小分隊「Baby Elephants」成員身份參與。
- 《心意告示牌》（心のプラカード）單曲唱片收錄曲：
  - 《一個夏季的反抗期》（ひと夏の反抗期） ：根據單曲總選舉第39名的成績入選小分隊「Next Girls」演唱。
- 《希望無限》（希望的リフレイン）單曲唱片收錄曲：
  - 《Ambulance》：以小分隊「百合組」（ゆり組）成員身份參與。
- 《Green Flash》單曲唱片收錄曲：
  - 《大人列車》：以「HKT48選拔」成員的身份參與。
- 《Halloween Night》單曲唱片收錄曲：
  - 《水中的傳導率》：根據單曲總選舉第33名的成績入選小分隊「Next Girls」演唱，且為此曲center。
- 《你就是旋律》單曲唱片收錄曲：
  - 《Make noise》：以「HKT48選拔」成員的身份參與。

AKB48專輯
- 《1830m》專輯唱片收錄曲：
  - 《藍天 不會寂寞嗎？》（青空よ 寂しくないか?）：以HKT48身份參與演唱。該曲是由AKB48、SKE48、NMB48與HKT48全體正式與研究生成員共同參與的大合唱曲。
- 《这里是罗德斯岛、在这里跳吧！》（ここがロドスだ、ここで跳べ!）專輯唱片收錄曲：
  - 《这里是罗德斯岛、在这里跳吧！》：該曲是由AKB48、SKE48、NMB48與HKT48成员中选拔出的较年轻有前景的16人演唱。

劇場公演單組曲
- Team H 1st Stage「手牽手」（手をつなぎながら）公演出場曲目：
  - 《胸口的條碼》（この胸のバーコード）
  - 《雨珠鋼琴師》（雨のピアニスト，Team H成立前）

### 電視
- このへん!!トラベラー（2012年4月2日、福岡放送）
- 土曜NEWSファイル CUBE（2012年4月22日・5月26日、西日本電視台）
- 今日感テレビ日曜版（2012年4月22日・5月27日、RKB每日放送）
- 週刊AKB（2012年4月27日・5月4日、東京電視台）
- あるあるYYテレビ（2012年5月9日・24日、TVQ九州放送）
- きん☆すた（2012年6月1日、NHK綜合・福岡放送局制作）
- ツナガール!〜明日にエール〜（2013年2月2日、FBS・讀賣新聞與HKT48跨業合作的單集電視劇)

### 廣播
- HKT48 私立ももち浜女学院（2012年4月8日 - 、RKB廣播）

### 電視廣告
- 家具郵購業者櫃子的健（タンスのゲン）「櫃子舞」（タンス・ダンス）篇：與其他9名HKT48成員共同演出。[5][6]

### 綜藝、資訊節目
播放中固定節目
- 《AKBINGO!》（日本電視台）：AKB48的主要冠名節目，包括HKT48在內的其他姊妹團體成員都會不定期參與。在2012年1月4日在該節目中首度登場。
- 《AKB和××!》（讀賣電視台）：AKB48的主要冠名節目，包括HKT48在內的其他姊妹團體成員都會不定期參與。在2012年2月16日在該節目中首度登場。
- 《今日感TV、週日版（日语：今日感テレビ）》（RKB每日放送）
- 《Duomo（日语：ドォーモ）》（；Duòmo，九州朝日放送）：2012年4月3日起，由HKT48成員負責「企畫48」（プレゼン48）單元的演出。
- 《Aruaru YY電視》（あるあるYYテレビ，TVQ九州放送
- 《Korekara（日语：コレカラ）》（西日本電視台）：2012年5月4日開播，由搞笑藝人、檸檬茶（日语：レモンティー (お笑いコンビ)）的阿部哲陽（日语：レモンティー (お笑いコンビ)#メンバー）與HKT48成員共同負責「HKT48的課外教學」（HKT48の課外授業）。
- 《HKT綜藝48》（HKTバラエティー48，九州朝日放送）：2012年6月24日首播，是HKT48第一個冠名節目，每月最後一個星期日播出。
- 《AKB48的你、是誰？》（NOTTV）：AKB48的主要冠名節目，包括HKT48在內的其他姊妹團體成員都會不定期參與。在2013年1月30日在該節目中首度登場。
- 《AKB48 SHOW!》（NHK）：AKB48的主要冠名節目，包括HKT48在內的其他姊妹團體成員都會不定期參與。在2013年10月5日在該節目中首度登場。
- 《HKT48的御出掛！》（HKT48のおでかけ，TBS）：2013年1月25日開始於每週五深夜播出，也是全國性播放的冠名節目。
- 《HKT48的「其他伙伴」》（HKT48の「ほかみな」〜そのほかのみなさん〜，NOTTV）：2014年5月20日開始於隔週二播出。
- （西日本電視台）：2014年5月24日開始於每週六播出。

已播畢固定節目
- 《地元應援綜藝 在這裡！！旅人（日语：地元応援バラエティ このへん!!トラベラー）》（2012年2月13日－7月16日，福岡放送）：每次由2名成員參與。
- 《週六新聞檔案 CUBE（日语：土曜NEWSファイル CUBE）》（2012年4月21日－8月18日，西日本電視台）：不定期參與演出，負責「天氣單元」的播報。
- 《週刊AKB》（2012年4月27日－11月30日，不定期參與演出，東京電視台）
- 《Kinsta（日语：きん☆すた）》（NHK綜合、福岡放送局（日语：NHK福岡放送局）製作）：2012年5月11日－2013年10月11日，不定期以每次2名成員參與演出，取代了原本由AKB48的篠田麻里子所負責之「麻里子大人的聰明人！」（麻里子さまのおりこうさま!）單元。
- 《HaKaTa百貨店》（2012年10月7日－2013年1月13日，日本電視台）：週六深夜播放的綜藝節目。此系列節目是HKT48第一個日本全國性播放的冠名節目。
  - 《HaKaTa百貨店 2號館》（2013年1月26日－3月30日，日本電視台）
- 《HKT48豚骨魔法少女學院》（HKT48 トンコツ魔法少女学院），2013年7月2日－9月18日，日本電視台）：HKT48與乃木坂46的共同合作企畫節目《乃木坂46×HKT48 冠名節目對決！》（乃木坂46×HKT48 冠番組バトル！）之一部分，與乃木坂46的《NOGIBINGO!》是在同一個時段內播出，但兩節目播放順序不定，將依照當週的節目表現由特別來賓選出其認為較有趣的一方，得勝方的節目會在下一週獲得先播資格。

## 外部連結
- chihiro anai的X（前Twitter）
- 穴井千尋的Instagram帳戶